# 松本都
松本 都（まつもと みやこ、4月11日 - ）は、日本の女優、グラビアアイドル、プロレスラー、アイドル。東京都出身。

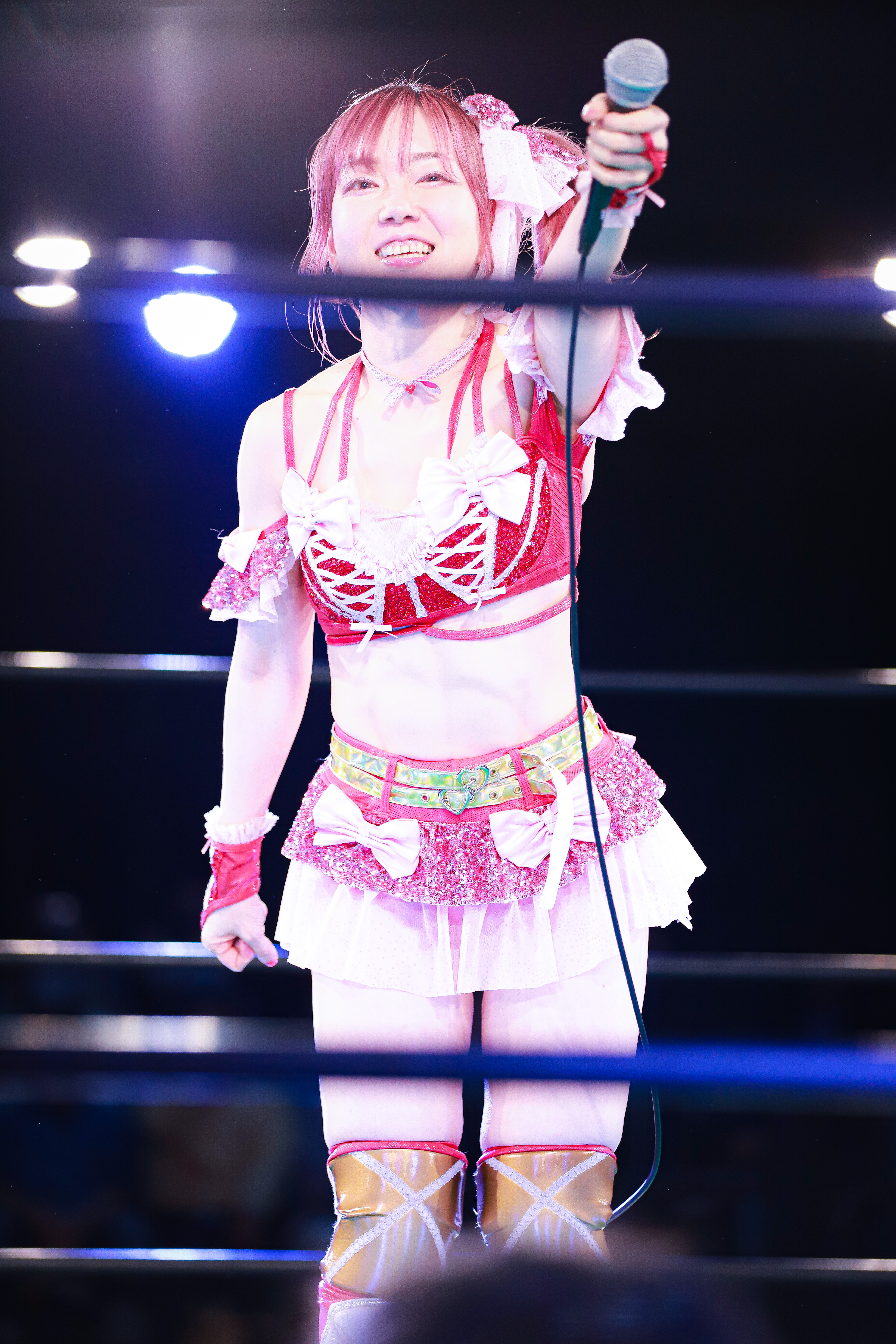
2023.04.14 NOMAD’S 新宿FACE 松本都選手

## 所属
- アイスリボン（2008年 - 2011年5月25日 ）
- 崖のふちプロレス（2011年5月25日 - 2016年6月26日）
- アイスリボン（2016年7月3日 - 2019年7月15日）
- フリーランス（2019年7月15日）
- 崖のふち女子プロレス（2019年12月24日 - ）

## 人物
- 3歳の時に子役の事務所に入り、子役として活動していた。「マキロンかゆみどめパッチ」のCMなどに出演[1]。
- 東京都立国立高等学校卒業[2]、日本大学藝術学部演劇学科卒業[2]。戸川純を敬愛しており[1]、独特の世界観を持つ。その言動は常に自信満々であり、時に破滅的ですらある。
- 男子レスラーとの試合が多く、危険技や無謀なダイブを敢行することも珍しくないにもかかわらず、怪我や欠場が少ない。
- 普段はコミカルあるいはカオスな試合展開が多く、アイスリボンでの勝率も高くないが、過去には藤本つかさに勝ってシングル王座を戴冠したこともある。
- 2016年、世羅りさを中心としたアイスリボンの後輩レスラーから「松本都被害者の会」を立ち上げられた。その被害内容は
  - LINEやツイッターでの絡みがうるさい
  - 雪妃真矢をオカマ呼ばわりする
  - 長崎まる子のお菓子を勝手に食べる　など。
- 自身が代表を務める、松本都一人きりの団体「崖のふちプロレス」にて、チケット販売、構成、演出、出演など、日芸演劇科で学んだことを活かし、過去20戦全て一人で担当した。全てワンマッチ興行、全大会超満員札止め、全大会DVDも発売即完売を記録した。
- 音楽界への造詣が深く、大槻ケンヂやサイプレス上野、宗教法人マラヤ、ハイパーヨーヨをアイスリボンのリングに上げることに成功している。この他に好きなのはブルーハーツ、ライムスター[1]。美輪明宏のシャンソンも好む[1]。

## 経歴
2008年
- 2009年夏公開の映画「スリーカウント」（監督：窪田将治）出演のため、プロレスラーとしてデビューすることになり、マッスルビーナスのメンバーとしてプロレス団体アイスリボンの練習に参加し、さくらえみ代表の指導を受ける。
- 8月23日新木場1stRING大会において、6人タッグマッチVS植田ゆう希・古賀祥子・ひろせ友紀（パートナーは森久ともよ・真悠いちこ）戦でデビュー。
- 12月13日、都宮ちい戦でシングル初勝利を挙げた。

2009年
- 1月以降、「女子プロレス界のエース」と自称する様になり、その独特のキャラクターで会場人気を不動のものにする。
- その一方で、12月頃からデスマッチフリークであることを告白する。2009年11月20日大日本プロレス後楽園ホール大会・葛西純vs伊東竜二戦（カミソリ十字架ボード＋αデスマッチ）を映像で見て、葛西の世界観にのめり込んだためと話し、葛西を「神」と崇める様になる。
- また、GENTAROや葛西をはじめとしたFREEDOMS所属選手との絡みが増える。
- 11月27日には、参戦していた佐々木貴を挑発する行動に出た。

2010年
- 1月23日、高橋奈苗と組んで、りほ・都宮ちいを相手に団体初のハードコアマッチ（ハードコアリボン）を敢行し、勝利を収めた。
- 2月6日、板橋大会（vs松本浩代戦）では、葛西純と同じゴーグルやバンダナを付けて入場した。
- 3月21日、道場マッチでのICE×60選手権試合で王者・藤本つかさに勝利し自身初タイトルを獲得。
- 3月22日、道場マッチでのトライアングルリボン選手権3WAY戦でも王者・りほを破り、2冠を達成。
- 3月31日、GENTAROの持つDDT・EXTREME級王座にハードコアリボンで挑戦。
- 4月17日板橋大会で葛西純と遭遇し、「045邪猿気違's」ならぬ「385都猿気違's（サンハチゴ・ミャンキーズ）」を結成。
- 5月3日、後楽園ホール大会「ゴールデンリボン」で葛西と組み、インターナショナル・リボンタッグ王座を獲得（葛西は045邪猿気違'sでのBJWタッグを入れて2冠。対戦相手は高橋奈苗&しもうま和美、GENTARO&矢野啓太）。りほに続いて2人目のグランドスラム（アイスリボン制定の全王座獲得）を達成した。
- タッグ王座失冠後の9月23日、今度はアイスリボン後楽園ホール大会「リボンの騎士たち」において葛西・"黒天使"沼澤邪鬼と組み、グレート小鹿・りほ・ミスター6号の持つ6人タッグ3冠王座に挑戦。045邪猿気違'sと385都猿気違'sの電撃合体を果たすも仲間割れを起こし敗退。
- 10月10日、札幌テイセンホール大会「札幌リボン」でも再び葛西・沼澤と組み、佐々木貴・りほ・宮本裕向組と対戦。口から流血しながら奮戦するも、再び仲間割れを起こし敗戦。
- 11月27日、ラゾーナ川崎プラザソル大会「川崎リボン 〜惜しまれんのか!?このやろう!!〜」、中澤マイケルと対戦し一旦は勝利するも再試合となり、数々の変態行為を受け無効試合。
- 12月26日、後楽園ホール大会「RIBBON MANIA 2010」、男色ディーノ・都宮ちいとのトライアングルリボンを戦うも敗戦。
- 12月31日、中古釣具専門店タックルベリーのキャンペーンガール「ベリーガールズ2011」の一員となる。

2011年
- 1月4日、新木場1stRING大会「新春リボン」において、宮本裕向・都宮ちいと対戦。マイケルに合わせナース服姿を披露するもその暴走に巻き込まれ、試合も敗戦。
- 2月6日、今池ガスホール大会「名古屋リボン」、松本浩代と組んでタッグトーナメントに出場するも真琴・りほに敗戦。同日夜、今池プロレス商店街にてグランパスマスクと組み、入江茂弘・ばってん多摩川と対戦し、勝利。またバトルロイヤルにも出場。
- 2月11日、KAIENTAI-DOJOとの合同興行「K-RIBBON」にて稲松三郎と組み、梶トマト・りほと対戦するも敗戦。梶トマトのダンスに対抗すべく、稲松と共にAKB48の「会いたかった」のダンスを披露した。
- 3月21日、後楽園ホール大会「アイスリボン・マーチ2011」で再び葛西と組み、小笠原和彦・都宮ちいとハードコアリボンで対戦。小笠原からみやここクラッチでフォールを奪い、勝利。
- 3月30日、道場マッチにてGENTARO・都宮ちいと組み、大石真翔・小笠原和彦・チェリーと対戦。小笠原の複合関節技「ジャベオブ小笠原先生」で敗北。
- 3月31日、鬼神道Returns6新木場1stRING大会にて都宮ちい・ハリウッド・ストーカー市川と3Wayで対戦し、市川からみやここクラッチで勝利。
- 4月3日、ユニオンプロレス新宿FACE大会にてチェリー・藤本つかさと3wayの「アイドルベスト10デスマッチ」で対戦。
- 4月6日、道場マッチにて小笠原との決着戦を押忍闘夢ルールで戦い、フライング・クロスチェップで敗戦。
- さくらえみから「パフォーマンス先行で成長していない」と指摘され、5月11日に20分アイアンマンマッチでさくらと対戦するも11-0で大敗。しかしその後もマイペースを貫き、藤本つかさの持つICE×60王座に「負けたらアイスリボン退団」との条件付きで挑戦決定。
- 5月25日、藤本つかさが持つICE×60王座に挑戦するが敗れて退団となり、試合後に新団体「崖のふちプロレス」を旗揚げすることを表明した。
- 6月3日、崖のふちプロレス旗揚げ。ワンマッチ興行で菊地毅（フリーランス）を迎えて、変則ルール5番勝負を行って勝利。
- 7月10日、崖のふちプロレス第2戦横浜大会にてザ・グレート・サスケと対戦。200人を集めなければギャラが払えない、と営業に奔走し、213人の動員に成功する。試合は変則ルール5番勝負を行うも全敗。大会後、そのまま第3戦に突入しアイスリボンとの対抗戦を行うも、藤本つかさに敗戦。
- 8月20日、崖のふちプロレス第4戦蕨大会にて真琴と対戦。変則ルール5番勝負で延長戦に持ち込むも敗れる。この試合で会場の壁を破壊してしまったため、その肩代わりとして翌日のアイスリボン後楽園大会でインフォメーションを担当。そこでIWA・JAPANの浅野起州社長より「田尻も元川もうちを卒業したんだから、心配すること無いよ」とUMA軍団とのインフォメーションマッチが組んでもらった。
- 9月19日、ユニオンプロレスにてBENTENのマネージャー、ミヤコとして登場。WWEでのヒロコを髣髴とさせるディーバとなった。
- 12月3日、アイスリボンに突如乱入し、退団時「アイスリボンのリングに一切上げない」と表明していたさくらもしぶしぶ承諾し、翌4日のアイスリボンで半年振りとなる古巣参戦となった。
- 12月18日、広島で開かれたTRIPLE TAILS.Sの自主興行に参戦。チェリーに敗戦。

2012年
- 年明けにさくらえみが退団したこともあり、フリーレギュラー扱いでアイスリボンに参戦している。また、各インディ団体や華名プロデュース興行などにも参戦している。
- 4月22日、666初参戦。華名&神楽と組み、ザ・クレイジーSKB&葛西純&先輩と6人タッグで対戦。
- 7月15日、札幌テイセンホール大会にて、新田猫子と組み藤本つかさ&つくしが保持するインターナショナル・リボンタッグ王座に挑戦。試合終盤、同日夜同会場の大日本プロレス札幌大会で引退を迎えた山川竜司のフィニッシュホールドであるリバース・タイガードライバーを披露し勝利に貢献。第26代王者となる。

2013年
- 3月31日、アイスリボン後楽園ホール大会にて、鈴木みのると初対戦。
- 5月4日、崖のふちプロレス横浜大会で鈴木みのると再び対戦。
- 6月2日、ガンバレ☆プロレス新木場大会に「ファイティング松本」（ガンプロ限定）のリングネームで出場し、ライディーン鋼に勝利。
- 8月24日、REINA東部フレンドホール大会、REINA世界タッグ王座決定トーナメントに真琴との元アイスリボンタッグでエントリーし、1回戦でLeon&ライディーン鋼組と対戦するが、Leonのマッドスプラッシュを受け敗れる。
- 9月18日、WNC初参戦。

2014年
- 5月5日、ZERO1初参戦。
- 9月15日、アイスリボン横浜ラジアントホールにて、尾崎魔弓と初対戦。

2015年
- 極悪アイドルグループ「ブラックDPG」加入。

ポニーキャニオンよりメジャーデビュー。リーダーとなり、CDリリース、テレビやフェス出演、ライブ活動、ライブハウスやでの試合などをプロレスと並行して精力的に行う（2016年活動終了）。
- 4月11日、誕生日を迎えたのを以って年齢を非公開とする。

2016年
- 7月3日、後楽園ホール大会終了後のリング上で、藤本つかさへアイスリボン再入団を直訴し、再入団が認められた。

2017年
- 2月25日、道場マッチにて新興宗教崖のふち教の旗揚げを宣言。3月17日に崖のふち教旗揚げ集会として鎌田紘子&美月リカによる宗教法人マラヤと対戦。3月26日後楽園ホールに大槻ケンヂ率いる新興宗教オレ教と対戦。後にラッパーになることを表明。
- Abema TV「ライムスター宇多丸の水曜theNIGHT」にて、ライムスター宇多丸氏の見守る前で、人生二度目のフリースタイルバトルを行う。（対戦相手はサイプレス上野）
- 4月24日、後楽園ホールにて、サイプレス上野＆葛西純＆松本都（サ上と葛西と都）としてラッパーデビュー。後にノリ・ダ・ファンキーシビレサス（今池プロレス、Nobody knows＋）＆真琴＆ハイパーヨーヨとフリースタイルラップバトル＋プロレスのコラボ試合を自身のプロデュースにより行う

2018年
- 3月25日、後楽園ホールにて柊くるみの持つICE×∞王座に挑戦、自身初の後楽園ホール大会のメイン出場となる。試合はミスター雁之助から伝授された極伝・雁之助クラッチでくるみから3カウントを取り、8年ぶりの同王座奪取。また、同大会のオープニングにて自身のプロデュースアイドル「GEKOKU娘 Fromアイスリボン」（弓李＆尾崎妹加）がCDデビュー＆初ライブ。自身もラップ＆パフォーマーとして参加。

2019年
- 7月をもってアイスリボンを円満退団。起業をすることも発表。
- 11月11日、高木三四郎に崖のふちプロレスを事業譲渡を発表。[3]
- 12月24日、黒潮"イケメン"二郎を相手に崖のふち女子プロレスの旗揚戦を実施。[4]

2020年
- 1月4日、崖のふち女子プロレス第2戦、vsクリス・ブルックスwithドリュー・パーカー。初めてデスマッチを経験。[5]

2021年
- 6月19日、タノムサク鳥羽とボクシンググローブ着用・顔面パンチ有りの特別ルールで対戦。3Rにパンチ連打でTKO負けを喫した[6][7]。

## 得意技
マンマミーア
バレエダンスの要領で踊り回ってから放つボディ・プレス
マンマミーアZ
コーナートップでY字バランスを決めてからのダイビング・ボディ・プレス。葛西純のパールハーバー・スプラッシュを意識してか、コーナートップでゴーグルを装着する事もある。
みやここクラッチ
変形外道クラッチ。ダイヤル固めのような形から入る場合、「こ」の字数が増える。7色のバリエーションがある。
極伝・雁之助クラッチ
ミスター雁之助直伝。
リバース・タイガー・ドライバー
葛西純のオマージュだが、元々は山川竜司の必殺技。
フライング・クロス・チョップ
各種関節技
変顔式腕固め
年齢非公開以降使い始めた永田裕志をオマージュした腕固め。永田が白目で固めるのに対し松本はアイドルとは思えないぐらいの変顔を見せながら決める腕固め。週刊プロレスでもその変顔ぶりが激写された。
シャイニング・崖ザード
くるくる少女
ダブルアームで担ぎスピンしながら落とす
くるくる少女風車
ダブルアーム・スープレックス。雪崩式でも使用。

## タイトル歴
- 第6代ICE×60王座（2010年3月21日獲得）
- 第2代トライアングルリボン王座（2010年3月22日獲得）
- 第10代インターナショナルリボンタッグ王座（2010年5月3日獲得・パートナーは葛西純）
- 第26代インターナショナルリボンタッグ王座（2012年7月15日獲得・パートナーは新田猫子）
- 第26代ICE×∞王座（2018年3月25日獲得）
- 第32代トライアングルリボン王座（2019年7月15日獲得）

## 入場曲
- カルトピア／松本都（オリジナル　詞曲：玉屋2060％）- 現在の使用曲
- Men's Junan／戸川純 with Vampillia
- ダンシング・クイーン／ABBA
- 絶句東京／ブラックDPG
- 僕の宗教へようこそ／筋肉少女帯

## 出演

### DVD
- CRAZY HONEY（グラッソ）

### 映画
- スリーカウント（窪田将治監督）
- 自縄自縛の私（竹中直人監督）

### 舞台
- 偽作 肉体だもん（2009年7月15日 - 22日）
- 贋作 人形の家2009（2009年11月12日 - 16日）
- 贋作 伊豆の踊子2010（2010年5月13日 - 19日）
- 贋作 たけくらべ（2011年8月17日 - 22日）
- 劇団ドガドガプラス「偽作 不思議の国でアリんス2012」（2012年8月23日 - 27日、東京キネマ倶楽部）

(望月六郎監督)

### TV
- 「マッスルビーナス」（テレビ埼玉）
- 「捨てる恋あれば拾う恋あり」（フジテレビ）
- 「新春かくし芸大会」（フジテレビ）
- 「ビキスポ!」（MONDO TV）
- 「愛しのメロンパン」（CSテレビ朝日）
- 「ピグ☆1〜ピグスタ学園」（エンタ!371）
- 「3P〜スリーピース」（MXテレビ）
- 「Sアリーナ」（サムライTV）
- 「彩さぁ～ち」（TOKYO MX）
- 「ポンキッキーズ」（フジテレビ）
- マキロンかゆみどめパッチCMメインキャラクター
- 資生堂「INTEGRATE」CM
- 「「ぷっ」すま」（テレビ朝日）
- 「お試しか!」（テレビ朝日）
- 「BAZOOKA!!!」（BSスカパー!）
- 「DHC エクストリーム昼休み」
- 「HOT WAVE」（テレ玉）
- 「お願い！ランキング」（テレビ朝日）
- Abema TV 「ライムスター宇多丸の水曜theNIGHT」
- 金のＥＸ
- 「速報！バトルメン」「女子プロレスのお仕事」（サムライTV）

猫舌SHOWROOM 吉田豪「豪の部屋」

### その他
- 中古釣具専門店タックルベリー「ベリーガール2011」